# Bloody Sin
Bloody Sin è un film del 2011 diretto da Domiziano Cristopharo.

## Trama
Il 12 maggio del 1568 d.C., alle 4:27 del pomeriggio, due alti prelati condannano a morte un loro ex confratello accusato di stregoneria. L'azione si sposta quindi agli anni settanta del XX secolo.
Nell'ufficio di una rivista glamour americana, Bizarre Magazine, la direttrice miss Steele incarica il fotografo Johnny Morghen di recarsi con la modella Barbara, l'assistente Helen e la truccatrice Rita nel castello di Olevano, in Italia, per trovare l'ispirazione e realizzare un fumetto horror-sexy che rilanci la rivista, messa a dura prova dal movimento femminista.
Il gruppo si mette dunque in viaggio e, arrivato a destinazione, viene accolto dal signor Lenzi e accompagnato nel castello del nobile Terence Fisher che vi vive insieme all'anziana madre. Li accoglie un alone di mistero e ostilità, aumentato dalle leggende legate all'Inquisizione che circolano sulla tetra magione.

## Produzione
Il film è stato scritto con lo sceneggiatore Filippo Santaniello e girato nel comune di Oleveno Romano.